# 神辰太郎
神 辰太郎（じん たつたろう、1844年10月23日〈弘化元年9月12日〉- 1925年〈大正14年〉12月16日）は、幕末の弘前藩士、明治期の海軍軍人。のちに機関長を歴任した。最終階級は海軍機関少監（機関少佐相当官）。本名・手塚冝道（のりみち）、宜道の表記あり。

## 経歴
陸奥国津軽郡弘前城下瓦ケ町（現青森県弘前市）で弘前藩の手塚家の生まれ。幕末に活躍した同藩士・神東太郎がいるが関係は不詳。
神家を継いで、慶応元年（1865年）に江戸に出て鉄砲洲慶應義塾に入学。明治2年（1869年）に兵部省「飛龍丸」二等士官、明治4年（1871年）に海軍少尉に任官。以後20年以上を機関関係の海軍士官として活躍し、「龍驤艦」機関長、「天城艦」機関長などを経て、1888年（明治21年）海軍機関少監に進み「金剛」機関長となる。1889年（明治22年）に呉鎮守府へ移動し呉海兵団機関長に就任。1893年（明治26年）5月に予備役となり、武州金沢に過した。その後、1895年（明治28年）12月、後備役を経て、1901年（明治34年）1月に退役した。